# Coteau Road
Coteau Road é um povoado localizado na província canadense de New Brunswick.